# Rappertshofen Reutlingen

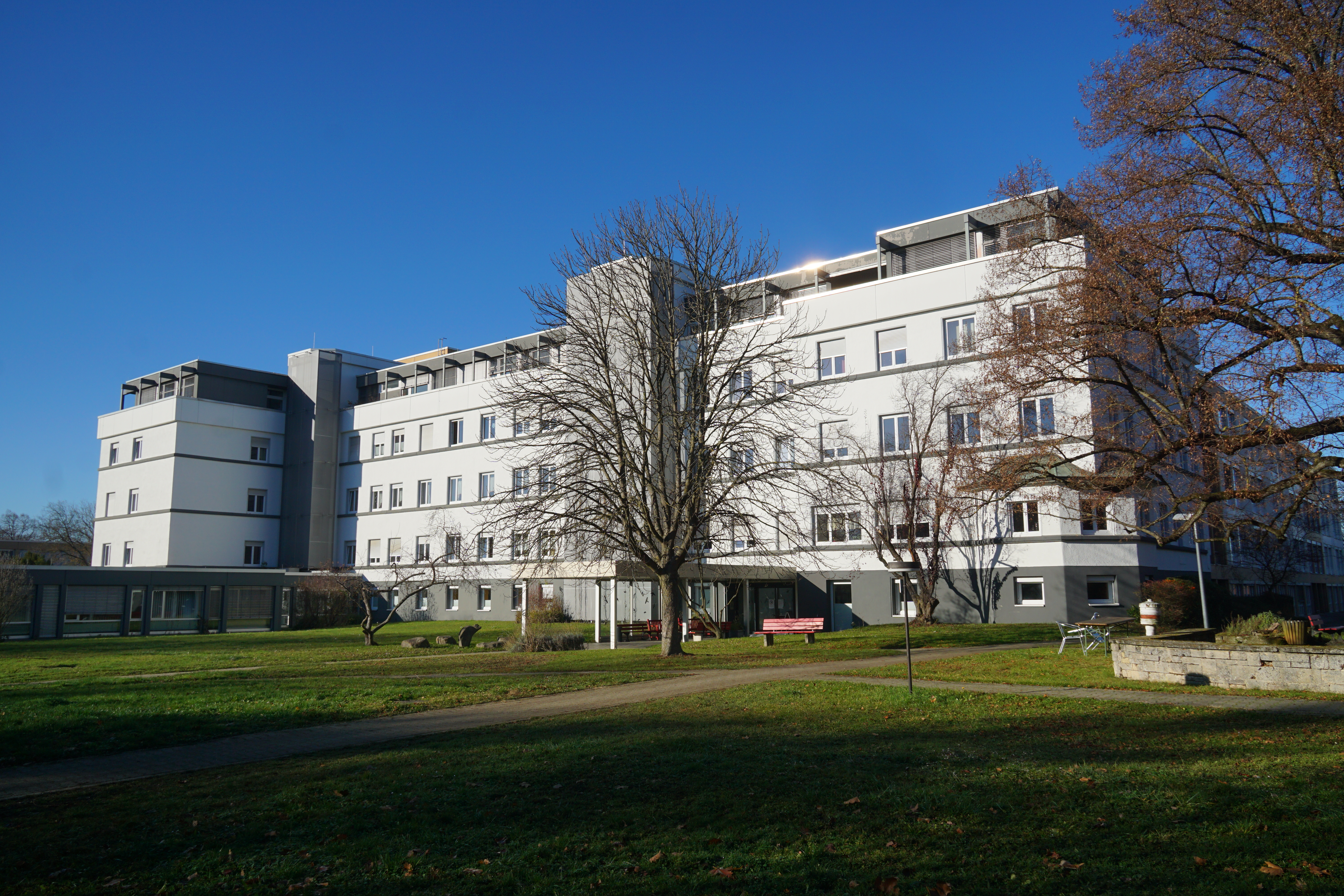
Rappertshofen

Rappertshofen Reutlingen ist eine gemeinnützige Einrichtung für Menschen mit Körper- und Mehrfachbehinderung in staatlicher Trägerschaft der Habila GmbH. Die Kerneinrichtung liegt auf dem Gebiet von Rommelsbach, zwischen den Stadtteilen Orschel-Hagen und Rommelsbach der Stadt Reutlingen. Neben der Kerneinrichtung wurden zahlreiche gemeinwesenintegrierte Angebote in weiteren Stadtgebiet Reutlingens sowie in Tübingen und Nürtingen aufgebaut.
Rappertshofen versteht sich als Dienstleister für Menschen mit Behinderung. Neben fachgerechter Pflege und differenzierten Assistenzleistungen steht die Leitidee der Teilhabe von Menschen mit Behinderung an der Gesellschaft im Mittelpunkt aller Angebote.

## Geschichte
Rappertshofen wurde 1894 als „Landarmenanstalt“ für zunächst 155 Menschen gegründet mit dem Ziel, kranke Obdachlose zu versorgen und ihnen Arbeit in der heimeigenen Landwirtschaft zu geben. Bereits um 1905 war die Einrichtung so überfüllt, dass das Gebäude erweitert wurde, um zusätzlich 200 Menschen, insbesondere psychisch erkrankte Personen aus allen Teilen der Gebiete Württemberg und Hohenzollern aufzunehmen. Wie in vielen anderen Behinderteneinrichtungen wurden während der Diktatur des Nationalsozialismus auch aus Rappertshofen im Jahr 1940 insgesamt 73 Menschen im Zuge der „Euthanasie“-Aktion T4 deportiert und in der Tötungsanstalt Grafeneck auf der Schwäbischen Alb ermordet. Nach dem Zweiten Weltkrieg diente Rappertshofen als zentrales Landesaltersheim für ganz Baden-Württemberg. In den Jahren 1970–1976 wurde das Gelände der Einrichtung durch den Träger, den Landeswohlfahrtsverband Württemberg-Hohenzollern, komplett umgebaut zu einer Komplexeinrichtung für bis zu 260 Menschen mit Körper- und Mehrfachbehinderung. In den letzten Jahren ist ein Hauptziel der Einrichtung die Dezentralisierung ihrer Angebote aus der Kerneinrichtung heraus in die umliegenden Städte und Gemeinden. Heute leben in der Kerneinrichtung Rappertshofen noch 190 Menschen, 75 Personen werden derzeit in dezentralen Wohnangeboten betreut. 

## Kerneinrichtung Rappertshofen
Rappertshofen ist eine moderne Komplexeinrichtung für Menschen mit Körper- und Mehrfachbehinderung. Neben stationär betreuten Wohnangeboten finden behinderte Menschen in der Einrichtung ein breites Spektrum im Bereich der Tagesbetreuung vor. Der Wohnbereich verfügt unter anderem über einen Versorgungsvertrag nach SGB XI (Pflegeversicherung), so dass körperbehinderte Menschen hier die vollen Leistungen der Pflegekasse erhalten. Ein Bereich der Einrichtung ist als „Neurologische Langzeitpflege“ auf die Pflege und Betreuung von Menschen mit schweren neurologischen Schädigungen bis hin zum Wachkoma spezialisiert.

## Tagesbetreuung
Neben einer Werkstatt für behinderte Menschen (WfbM) verfügt die Einrichtung über unterschiedliche Abteilungen und ein breites Angebotsspektrum im Bereich der Tagesbetreuung: Ergotherapie, Heilpädagogik, Kunsttherapie, Sporttherapie, Seniorenbetreuung, Tiergestützte Aktivitäten, Computergestütztes Lernen. Mit jedem Teilnehmer wird auf der Grundlage seiner Neigungen, Bedürfnisse und der angestrebten Ziele aus dem Angebot der Tagesbetreuung ein individueller Wochenplan erarbeitet, der regelmäßig aktualisiert wird. Die therapeutische und medizinische Versorgung werden durch Physiotherapeuten und einen Allgemeinmediziner vor Ort sichergestellt. Verbessert sich im Laufe der Zeit die allgemeine Handlungsfähigkeit der Teilnehmer, dann kann der Übergang in die WfbM gezielt vorbereitet werden anhand von Arbeitsaufträgen, die von der WfbM zur Verfügung gestellt werden. Die WfbM bietet zahlreiche interessante Arbeitsplätze und betreibt unter anderem Buchhandlungen, Postfilialen und Kantinen/Mensen in der Umgebung.

## Dezentrale Wohn- und Betreuungsangebote
Im Zuge ihres Dezentralisierungsprozesses hat die Einrichtung Angebote in den Landkreisen Reutlingen, Tübingen und Esslingen aufgebaut. In der Stadt Reutlingen wurden mittlerweile vier kleine Wohngruppen gegründet, knapp 30 Personen werden ambulant in der eigenen Wohnung betreut. In Tübingen verfügt Rappertshofen derzeit über 3 Wohngruppen und mehrere Wohnungen zur ambulanten Betreuung. In Nürtingen wurde im Jahr 2010 die Wohngruppe Heinrichshöhe eröffnet, aktuell wird dort mit dem Aufbau ambulanter Betreuungen begonnen.
Im Focus dieser dezentralen Angebote stehen die Vernetzung der Angebote im Sozialraum, der Aspekt der Selbstbestimmung behinderter Menschen und deren vollständige Teilhabe am Leben in der Gesellschaft.

## Förderverein
Ein Förderverein unterstützt zahlreiche Aktivitäten der Einrichtung, unter anderem auch Freizeiten und Urlaubsreisen.